# Stazione di Hanazono (Kyoto)
La stazione di Hanazono (花園駅?, Hanazono-eki) è una stazione ferroviaria situata nel quartiere di Ukyō-ku della città di Kyoto, nella prefettura omonima in Giappone. Si trova sulla linea principale San'in ed è utilizzata dai treni del servizio linea Sagano.

## Linee e servizi
JR West
■ Linea Sagano

## Caratteristiche
La stazione ferroviaria serve la linea Sagano che collega Kyoto con Kameoka, ed è costituita da una banchina a isola centrale con due binari su viadotto. La stazione supporta la bigliettazione elettronica ICOCA ed è dotata di tornelli automatici di accesso ai binari.
| 1 | ■ Linea Sagano | per Nijō e Kyoto                    |
| 2 | ■ Linea Sagano | per Kameoka, Sonobe, e Fukuchiyama, |

## Stazioni adiacenti
| «                   | Servizio     | »            |
| Linea Sagano        | Linea Sagano | Linea Sagano |
| ------------------- | ------------ | ------------ |
| Emmachi             | Locale       | Uzumasa      |
| Il Rapido non ferma |              |              |